# 叙德多夫
叙德多夫是德国石勒苏益格－荷尔斯泰因州的一个市镇。总面积16.21平方公里，总人口373人，其中男性190人，女性183人（2011年12月31日），人口密度23人/平方公里。